# Ronde van Frankrijk 1948
| Route van de Ronde van Frankrijk 1948. |                         |              |
| Eindklassement                         |                         |              |
| Algemeen klassement                    | Gino Bartali            | 147h 10' 36" |
| Tweede                                 | Briek Schotte           | + 26' 16"    |
| Derde                                  | Guy Lapébie             | + 28' 48"    |
| Vierde                                 | Louison Bobet           | + 32' 59"    |
| Vijfde                                 | Jean Kirchen            | + 37' 53"    |
| Zesde                                  | Lucien Teisseire        | + 40' 47"    |
| Zevende                                | Roger Lambrecht         | + 49' 56"    |
| Achtste                                | Fermo Camellini         | + 51' 36"    |
| Negende                                | Louis Thiétard          | + 55' 23"    |
| Tiende                                 | Raymond Impanis         | + 1h 00' 03" |
| Rode Lantaarn                          | Vittorio Seghezzi (44e) | + 4h 26' 43" |
| Bergklassement                         | Gino Bartali            | 62 punten    |
| Tweede                                 | Apo Lazaridès           | 43 punten    |
| Derde                                  | Jean Robic              | 38 punten    |
| Ploegenklassement                      | België                  | -            |
| Tweede                                 | Frankrijk               | -            |
| Derde                                  | Parijs                  | -            |

De 35e editie van de Ronde van Frankrijk ging van start op 30 juni 1948 in Parijs, waar de ronde op 25 juli ook weer eindigde. Er stonden 120 renners verdeeld over 12 ploegen aan de start.
De rit Briançon-Aix-les-Bains wordt gereden onder Siberische omstandigheden. In de afdaling van de Galibier moet Apo Lazaridès een ijspegel van zijn kin rukken.
Halverwege de Tour belde de Italiaanse premier Alcide De Gasperi met Gino Bartali en vertelde hem dat het land dringend behoefte had aan Italiaans toursucces. In het thuisland dreigde een communistische opstand. Prompt won Bartali drie Alpenetappes op rij. In totaal won Bartali 7 etappes waaronder alle vijf de grote bergetappes. In het algemeen klassement was hij dan ook ongenaakbaar. Bartali's overwinning kwam tien jaar na zijn eerste overwinning in 1938, nog steeds een record voor het grootste aantal jaren tussen twee overwinningen van dezelfde rijder.
- Aantal ritten: 21
- Totale afstand: 4922 km
- Gemiddelde snelheid: 33.442 km/u
- Aantal deelnemers: 120
- Aantal uitgevallen: 76

## Belgische en Nederlandse prestaties
In totaal namen er 26 Belgen en 6 Nederlanders deel aan de Tour van 1948.

### Belgische etappezeges
- Raymond Impanis won de 9e etappe van Toulouse naar Montpellier en de 10e etappe van Montpellier naar Marseille.
- Edward Van Dijck won de 16e etappe van Lausanne naar Mulhouse.
- Roger Lambrecht won de 17e etappe van Mulhouse naar Straatsburg.

### Nederlandse etappezeges
- In 1948 was er geen Nederlandse etappe-overwinning

## Etappe-overzicht
- 1e Etappe Parijs - Trouville: Gino Bartali (Ita)
- 2e Etappe Trouville - Dinard: Vincenzo Rossello (Ita)
- 3e Etappe Dinard - Nantes: Guy Lapébie (Fra)
- 4e Etappe Nantes - La Rochelle: Jacques Pras (Fra)
- 5e Etappe La Rochelle - Bordeaux: Raoul Remy (Fra)
- 6e Etappe Bordeaux - Biarritz: Louison Bobet (Fra)
- 7e Etappe Biarritz - Lourdes: Gino Bartali (Ita)
- 8e Etappe Lourdes - Toulouse: Gino Bartali (Ita)
- 9e Etappe Toulouse - Montpellier: Raymond Impanis (Bel)
- 10e Etappe Montpellier - Marseille: Raymond Impanis (Bel)
- 11e Etappe Marseille - San Remo: Gino Sciardis (Ita)
- 12e Etappe San Remo - Cannes: Louison Bobet (Fra)
- 13e Etappe Cannes - Briançon: Gino Bartali (Ita)
- 14e Etappe Briançon - Aix-les-Bains: Gino Bartali (Ita)
- 15e Etappe Aix-les-Bains - Lausanne: Gino Bartali (Ita)
- 16e Etappe Lausanne - Mulhouse: Edward Van Dijck (Bel)
- 17e Etappe Mulhouse - Straatsburg: Roger Lambrecht (Bel)
- 18e Etappe Straatsburg - Metz: Giovanni Corrieri (Ita)
- 19e Etappe Metz - Luik: Gino Bartali (Ita)
- 20e Etappe Luik - Roubaix: Bernard Gauthier (Fra)
- 21e Etappe Roubaix - Parijs: Giovanni Corrieri (Ita)

 winnaars gele trui · 
 puntenklassement · 
 bergklassement · 
 jongerenklassement · 
 tussensprintklassement · 
 combinatieklassement · 
 ploegenklassement · 
 strijdlust · 
rode lantaarn
records · meeste deelnames · ranglijst etappewinnaars · bekende beklimmingen · valpartijen · dopinggevallen · Grand Départ · Souvenir Henri Desgrange
1903 · 
1904 · 
1905 · 
1906 · 
1907 · 
1908 · 
1909 · 
1910 · 
1911 · 
1912 · 
1913 · 
1914 ·
1915 ·
1916 ·
1917 ·
1918 · 
1919 · 
1920 · 
1921 · 
1922 · 
1923 · 
1924 · 
1925 · 
1926 · 
1927 · 
1928 · 
1929 · 
1930 · 
1931 · 
1932 · 
1933 · 
1934 · 
1935 · 
1936 · 
1937 · 
1938 · 
1939 · 
1940 ·
1941 ·
1942 ·
1943 ·
1944 ·
1945 ·
1946 ·
1947 · 
1948 · 
1949 · 
1950 · 
1951 · 
1952 · 
1953 · 
1954 · 
1955 · 
1956 · 
1957 · 
1958 · 
1959 · 
1960 · 
1961 · 
1962 · 
1963 · 
1964 · 
1965 · 
1966 · 
1967 · 
1968 · 
1969 · 
1970 · 
1971 · 
1972 · 
1973 · 
1974 · 
1975 · 
1976 · 
1977 · 
1978 · 
1979 · 
1980 · 
1981 · 
1982 · 
1983 · 
1984 · 
1985 · 
1986 · 
1987 · 
1988 · 
1989 · 
1990 · 
1991 · 
1992 · 
1993 · 
1994 · 
1995 · 
1996 · 
1997 · 
1998 · 
1999 · 
2000 · 
2001 · 
2002 · 
2003 · 
2004 · 
2005 · 
2006 · 
2007 · 
2008 · 
2009 · 
2010 · 
2011 · 
2012 · 
2013 · 
2014 · 
2015 · 
2016 · 
2017 · 
2018 · 
2019 ·
2020 · 
2021 · 
2022 · 
2023 · 
2024 · 
2025